# Hutuna
Hutuna és un gènere d'arnes de la família Crambidae.

## Taxonomia
- Hutuna aurantialis (Hampson, 1917)
- Hutuna nigromarginalis Whalley, 1962